# Klik.cz
Klik.cz je online makléřský portál, který srovnává výhodnost různých typů pojištění. V České republice vystupuje společnost pod názvem Klik.cz, na Slovensku pak Klik.sk.

## Historie a vlastnictví
Společnost vznikla v roce 2011 a první pojistku prodala v červnu téhož roku. Majoritním vlastníkem Klikpojisteni.cz od roku 2020 je firma Netrisk, která je vlastněna společností TA Associates, působící v oblasti růstového kapitálu.